# بیوسنتز پروتئین

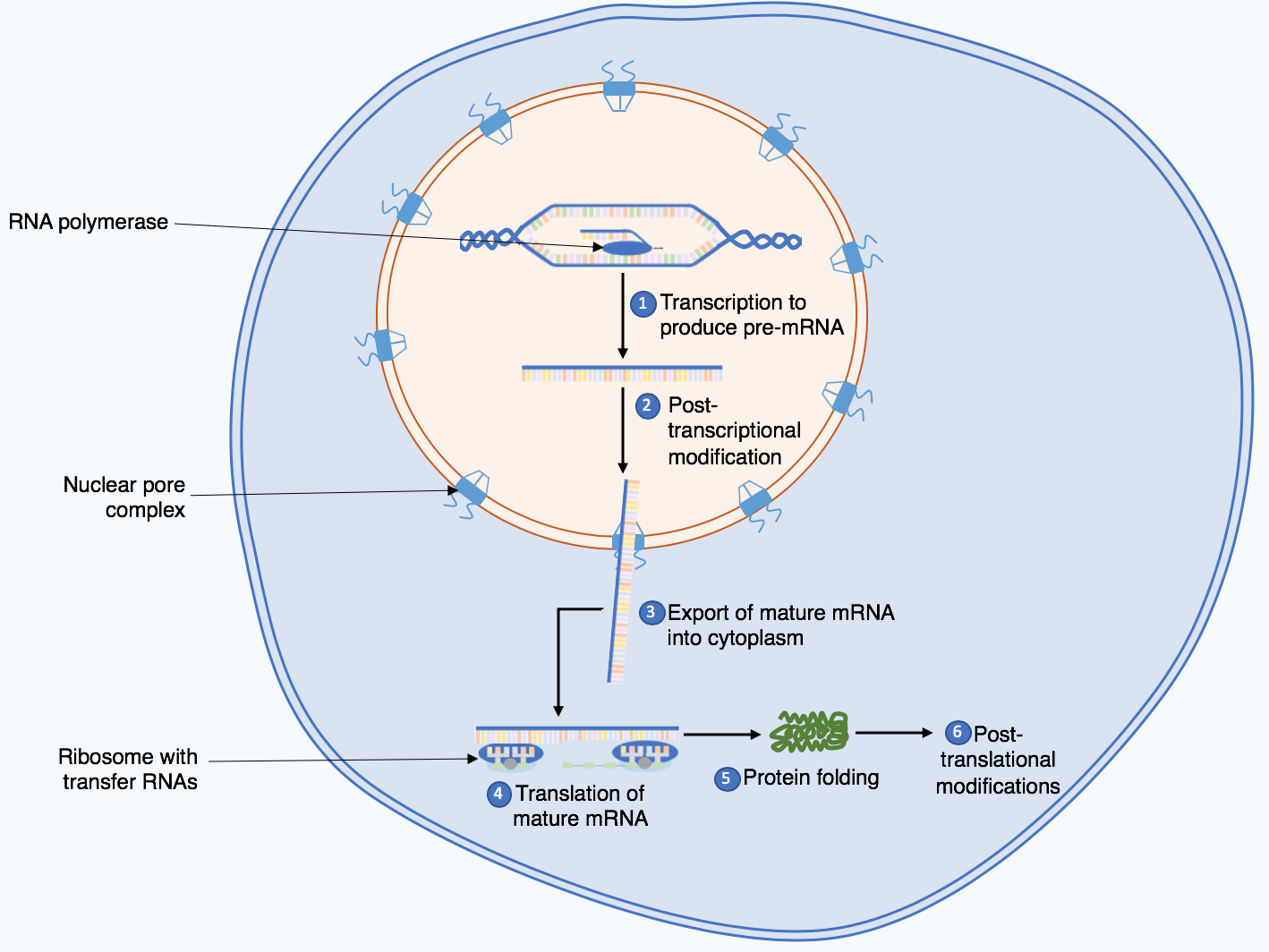
بیوسنتز پروتئین، با رونویسی و تغییرات پس از رونویسی آغاز می شود. آنگاه، mRNA بالغ به سیتوپلاسم جهت ترجمه انتقال می یابد. آنگاه زنجیره پلی پپتیدی تا خورده و دچار تغییرات پسا-ترجمه ای می گردد.

بیوسنتز پروتئین (یا سنتز پروتئین)، از فرایندهای مهم زیست‌شناختی است که درون سلول رخ داده، و سلول با آن پروتئین‌های از دست رفته‌اش (از طریق تجزیۀ پروتئین یا برون‌رانی) را با ساخت پروتئین‌های جدید جبران می کند. پروتئین‌ها، عملکردهای حیاتی متعددی به عنوان آنزیم، پروتئین‌های ساختاری یا هورمون‌ها دارند. سنتز پروتئین در پروکاریوت‌ها و یوکاریوت‌ها بسیار مشابه است، اما برخی تفاوت‌های متمایزکننده نیز دارد.

## پیوندهای بیرونی
- A useful video visualising the process of converting DNA to protein via transcription and translation
- Video visualising the process of protein folding from the non-functional primary structure to a mature, folded 3D protein structure with reference to the role of mutations and protein mis-folding in disease
- A more advanced video detailing the different types of post-translational modifications and their chemical structures